# Enzo Lombardo
Enzo Lombardo (Décines-Charpieu, 16 de abril de 1997), conocido futbolísticamente como Lombardo, es un futbolista francés que juega como centrocampista en el Johor Darul Takzim F. C. de la Superliga de Malasia.

## Trayectoria
Enzo Lombardo comenzó su carrera profesional en el AS Saint-Priest galo para, en 2016, incorporarse a las filas del Real Club Deportivo Mallorca.
Compitió durante la primera mitad de la campaña 2016-17 en Segunda División B con el filial bermellón y la segunda parte de la temporada fue cedido a la Unión Deportiva Poblense del grupo XI de Tercera. 
En la temporada 2017-18 defendió nuevamente la elástica del filial mallorquinista, siendo uno de los integrantes de la plantilla que se proclamó campeona de Tercera y jugó el playoff de ascenso a la categoría de bronce.
En 2018 debutó con el Real Club Deportivo Mallorca en el grupo III de Segunda B.
Durante la temporada 2018-19 fue cedido al Racing de Santander. Regresó en agosto de 2019 para jugar en la Segunda División, tras haber ascendido con el conjunto cántabro la temporada anterior.
En la temporada 2020-21 regresó al R. C. D. Mallorca, logrando el ascenso a Primera División. El 6 de julio de 2021 se desvinculó de la entidad balear y firmó por la S. D. Huesca por tres temporadas. En ese periodo de tiempo participó en 48 encuentros y en julio de 2024 fichó por el Johor Darul Takzim F. C.

## Clubes
| Equipo                       | País    | Año       |
| ---------------------------- | ------- | --------- |
| A. S. Saint-Priest           | Francia | 2016      |
| R. C. D. Mallorca "B"        | España  | 2016-2018 |
| U. D. Poblense (cedido)      | España  | 2017      |
| R. C. D. Mallorca            | España  | 2018-2021 |
| Racing de Santander (cedido) | España  | 2018-2020 |
| S. D. Huesca                 | España  | 2021-2024 |
| Johor Darul Takzim F. C.     | Malasia | 2024-     |